# 글리제 876
글리제 876은 물병자리에 있는 별로 지구에서 15광년 정도 떨어져 있는 적색 왜성이다. 글리제 876의 플램스티드 기호는 물병자리 IL이며, 변광성적 특징으로 볼 때 물병자리 IL형 변광성의 원형 별이기도 하다. 2006년 기준으로 이 별은 세 개의 외계 행성을 거느리고 있는 것으로 확인되었다. 두 개는 목성형 행성이며 한 개는 해왕성 질량 절반 정도 크기의 행성이다.

## 거리와 가시성
글리제 876은 태양계에서 매우 가까운 곳에 있다. 히파르코스 위성의 측정 천문학적 관측 기구 조사에 따르면 이 별의 시차는 212.59밀리초각으로 여기서 추산된 거리는 4.70파섹(15.3광년)이다. 가까이 있음에도 이 별 자체는 어둡기 때문에 인간의 눈으로 볼 수는 없으며 망원경을 이용해야 관측할 수 있다.

## 항성의 특징
글리제 876은 적색 왜성으로 우리 태양보다 훨씬 더 어둡다. 질량은 태양의 32퍼센트 정도이다. 글리제 876의 표면 온도는 태양보다 차갑고 반지름 또한 작다. 이런 요인들이 복합적으로 작용하여 글리제 876의 밝기는 태양의 1.38퍼센트에 불과하며 이 별이 발산하는 복사 에너지는 대부분 적외선 파장에 몰려 있다.
대기 속의 이원자 분자가 스펙트럼을 매우 복잡하게 만들기 때문에, 차가운 별들의 나이 및 중원소 함량을 측정하기는 어렵다. 관측된 스펙트럼을 스펙트럼 모형에 맞추면 글리제 876의 중원소 함량은 태양의 75퍼센트 수준이다. 채층 활동을 통해 추측한 글리제 876의 나이는 이론 적 모형에 따르면 65억 ~ 99억 년 사이이다.
많은 작고 어두운 별들처럼 글리제 876은 변광성이다. 이 별의 변광형은 용자리 BY 변광성으로, 밝기는 겉보기 등급으로 0.04 정도 변동을 보인다. 이러한 밝기의 변화는 별 표면에 있는 거대한 흑점들이 자전과 함께 관측자의 시야에 나타나고 사라지기 때문으로 추측된다.

## 행성계

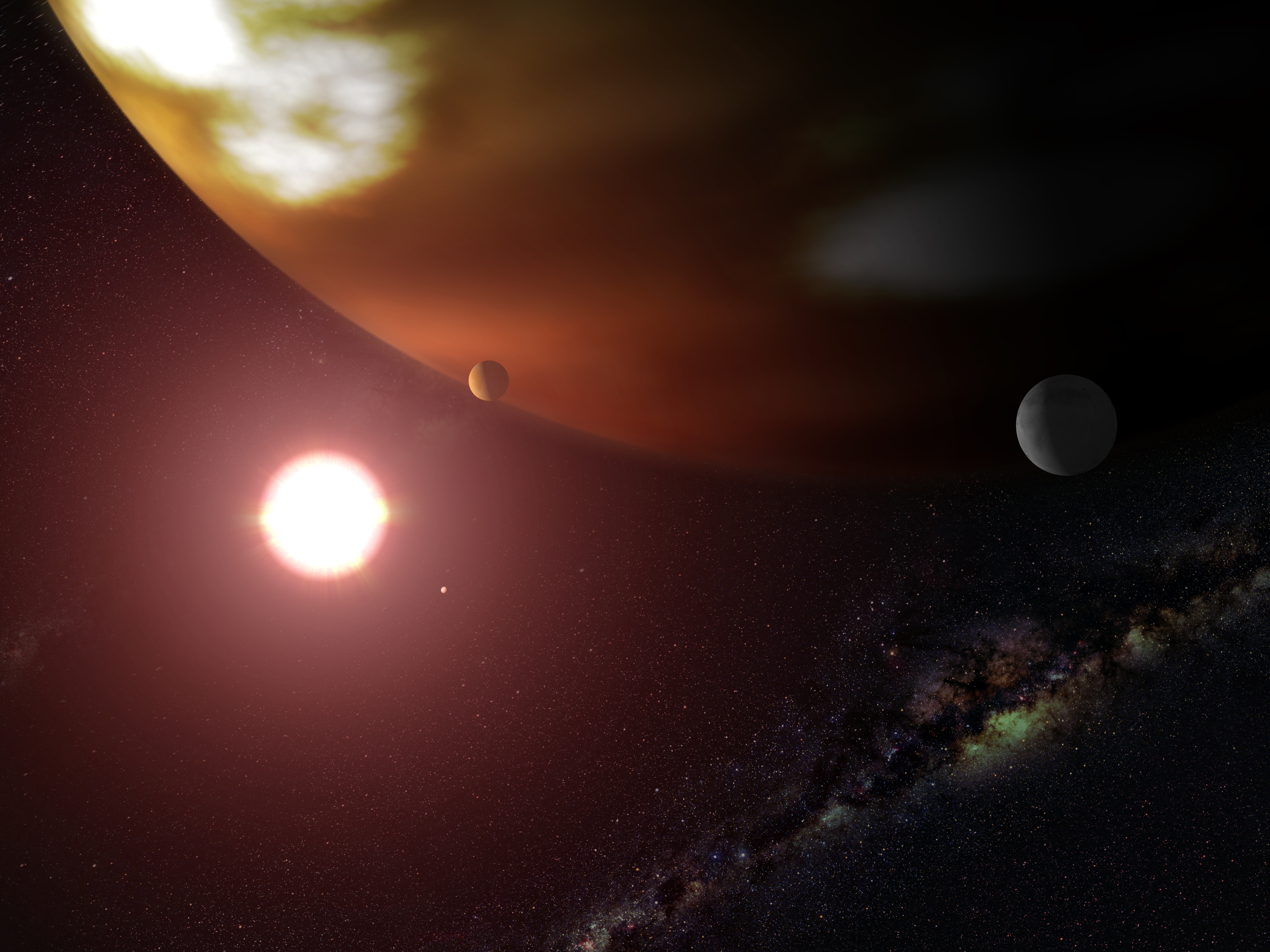
천체 예술가가 글리제 876 b를 상상한 것.

1998년 글리제 876 주위를 도는 외계 행성이 제프리 마시 연구팀 과 자비어 델포세 연구팀에 의해 각각 독립적으로 존재가 입증되었다. 이 외계 행성의 이름은 글리제 876 b로 지어졌으며, 발견 방법은 행성의 중력이 어머니 항성을 흔들리게 만드는 것에서 착안한, 시선 속도법이었다. 이 행성의 질량은 목성의 두 배 정도로 공전 주기는 61일이며 항성에서의 거리는 0.208 천문단위(이는 수성과 태양 사이 거리의 절반이 되지 않는다)였다.
2001년 b의 안쪽 궤도를 도는 새로운 행성이 발견되었다. 이 행성의 질량은 목성의 62퍼센트 정도였으며 이름은 글리제 876 c로 지어졌다. c는 b와 1대 2의 궤도 공명 상태에 있었으며, 항성을 30.34일 주기로 1회 공전하고 있었다. c를 발견하기 전까지는 b의 궤도가 큰 이심률을 그리고 있는 것으로 생각했으나, c의 발견으로 이는 궤도 공명 현상이었음이 밝혀졌다. 두 행성은 서로 강한 중력적 상호 작용을 하고 있으며 궤도 요소를 빠르게 변화시키고 있다.
2005년 에우제니오 리베라 팀이 세 번째 행성을 발견했다. 이 행성은 앞서 발견된 둘보다 더 항성에 가까이 붙어 있었다. 세 번째 행성은 글리제 876 d로 이름지어졌다. 이 행성의 질량은 지구의 5.88배에 불과했으며, 암석 행성으로 추측된다. 시선 속도 및 두 가스 행성 사이의 상호 작용에 의거하면, 글리제 876 행성계의 공전궤도 경사각은 천구면에 대해 50도 정도 기울어져 있는 것으로 보인다. 만약 이 수치가 정확하고 세 행성의 공전면이 같은 평면상에 있다면, 이들의 질량은 시선 속도법으로 측정한 최소 질량값보다 약 30퍼센트 더 무거울 것이다. 여기에 따르면 가장 안쪽의 행성 질량은 지구의 7.5배가 된다. 반대로 측정 천문학적 방법으로 잰 가장 바깥쪽 행성의 공전 궤도 경사각은 84도 정도 기울어져 있으며, 여기에 따르면 실제 질량은 최솟값보다 근소하게 큰 수준일 것이다.. 폴 섕크랜드(리베라 및 기타 팀과 공동 작업) 팀의 조사에 따르면 이들 행성 중 어떤 것도 항성 표면을 지나가지(로시터-맥래플린 효과에 의해 시선속도 기울기 90도를 보여줌) 않음이 밝혀졌다. 따라서 공전면이 90도 근처의 경사각을 이룰 가능성은 더 희박해졌다.
목성형 행성 둘 다 글리제 876의 '전통적' 생명체 거주가능 영역(0.116 ~ 0.227 천문단위) 내에 있다. 이들의 존재는 글리제 876 행성계 생물권 내에 '지구 크기의 생명체가 존재 가능한 행성'이 있을 가능성을 날려 버린다. 반면 이들 가스행성 주위에 거대한 위성이 존재한다면 생명이 여기서 살 수 있을지도 모른다. 게다가 조석적 고정이 된 행성의 생물권 범위가 전통적 학설보다 더 늘어난다면, 글리제 876 행성계 내 어딘가에 생명체가 존재하는 천체가 있을 수도 있다.
| 동반천체 (가까운 순서) | 질량 (MJ)        | 공전주기 (일)       | 공전궤도 반지름 (AU) | 이심률          |
| ---------------------- | ---------------- | ------------------- | -------------------- | --------------- |
| d                      | >0.0185 ± 0.0031 | 1.937760 ± 0.000070 | 0.0208 ± 0.0012      | 0               |
| c                      | >0.619 ± 0.088   | 30.340 ± 0.013      | 0.1303 ± 0.0075      | 0.2243 ± 0.0013 |
| b                      | >1.93 ± 0.27     | 60.940 ± 0.013      | 0.208 ± 0.012        | 0.0249 ± 0.0026 |

## 같이 보기
- 행성계
- 빌헬름 글리제
- 가까운 별 목록
- 외계 행성이 확인된 항성 목록